# Biserica „Acoperământul Maicii Domnului” din Drăsliceni
Biserica „Acoperământul Maicii Domnului” este o biserică amplasată în Drăsliceni, raionul Criuleni, Republica Moldova. Este un monument arhitectural de importanță națională inclus în Registrul monumentelor Republicii Moldova ocrotite de stat cu nr. 294 (raionul Criuleni). Datează din 1912-1922.